# 下総山川藩
下総山川藩（しもうさやまかわはん）は、江戸時代前期に下総国結城郡の「山川領」と呼ばれる地域（現在の茨城県結城市南部一帯）に所在した藩。藩庁は新宿村の山川城（山川綾戸城とも。現在の結城市山川新宿）。徳川家康の甥である松平定綱（久松松平家。のち伊勢桑名藩主）や、家康の従弟にあたる水野忠元（水野忠邦の家の祖）が入封した。1635年に水野家が転出し廃藩となる。

## 歴史

### 前史
中世、下総国結城郡（現在の茨城県結城市一帯）南部は山河荘と呼ばれ、結城氏庶流の山川氏が本領とした。戦国期には山川氏重が山川綾戸城（現在の結城市山川新宿）を築き、結城郡から猿島郡一帯に勢力を有した。山川綾戸城は、山川沼と呼ばれる低湿地を天然の要害とした城であった。
天正18年（1590年）に山川晴重が豊臣秀吉から本領を安堵されたが、慶長6年（1601年）に山川朝貞が結城秀康と共に越前に去った。この地域は徳川家直轄領となるが、「山川領」という広域地域名称はその後も残されることになる。

### 松平定綱の入封
慶長9年（1604年）、松平定勝の三男・松平定綱（13歳）は、徳川家康より秀忠の側近く仕えるよう命を受け、下総国山川領で5000石を与えられる。家康の甥ということもあり、慶長10年（1605年）には従五位下・越中守に叙任、家康の計らいで浅野長政の娘（智相院）と結婚するなどの殊遇を受けた。慶長10年（1605年）11月に書院番が創設されると、青山忠俊・水野忠清・内藤清次とともに書院番頭となる。定綱は相役の3人よりもかなり若く、抜擢人事と言える。
慶長14年（1609年）8月、山川領で1万石を加増され、知行は1万5000石となる。定綱は18歳で大名に列し、ここに山川藩が立藩した。定綱は江戸城の堀普請の分担や、大久保忠隣改易後の小田原への派遣といった職務をこなしている。両度の大坂の陣にも従軍しており、慶長20年/元和元年（1615年）の夏の陣では、大坂城内に突入して自ら首級2つを挙げる活躍を見せたほか、戦後の大坂城警衛を油断なく務め、指揮下の将士や自らの家臣の功績申告も混乱を生じさせずに見事であったという。
元和2年（1616年）10月、定綱は加増を受け、常陸国下妻藩に3万石で移された。なお、定綱はその後も加増・転封を繰り返し、最終的に伊勢国桑名藩11万石の藩主となる。

### 水野家の時代
元和2年（1616年）、相模国沼目郷や下野国皆川領などの領主であった水野忠元が山川領の領主となり、3万石の大名となった。忠元は家康から見て母方の従兄弟に当たる人物で、大坂の陣で軍功を挙げ、西の丸書院番頭を務めていた。
忠元の入封時の領知は下総山川領（1万石）・同結城領（1万石）・下野鹿沼領（1万石）の計3万石であったという。翌元和3年（1617年）、徳川秀忠の日光社参の際に忠元は鹿沼領の大沢（現在の日光市大沢）に御殿を新築して饗応したことから、近江国蒲生郡で5000石を加増された。
忠元は、居所を山川に定め、山川城（山川綾戸城）を修築し、城下町の建設に尽力して藩政の基礎を固めた。城付領である山川領については忠元が直轄し、結城領・鹿沼領などについては代官を派遣したが、統治のために結城氏の旧臣などを登用した。元和6年（1620年）に忠元は45歳で死去し、自らが開基となった山川の万松寺に葬られた。
嫡男の水野忠善（9歳）が跡を継いだが、幼少であったために徳川秀忠の命で井上正就（遠江国横須賀藩主）が後見人に付けられた。水野忠元と井上正就が知己の関係にあったからという。忠善は将軍秀忠・家光に近侍し、徳川忠長（甲府藩）改易後の甲斐国の検分を命じられるなど幕府の職務を担う一方、藩主としても領内検地にあたるなど藩政の安定に努めた。寛永12年（1635年）8月、1万石加増の上で駿河国田中藩に加増移封され、山川藩は廃藩となった。

#### 水野家と山川

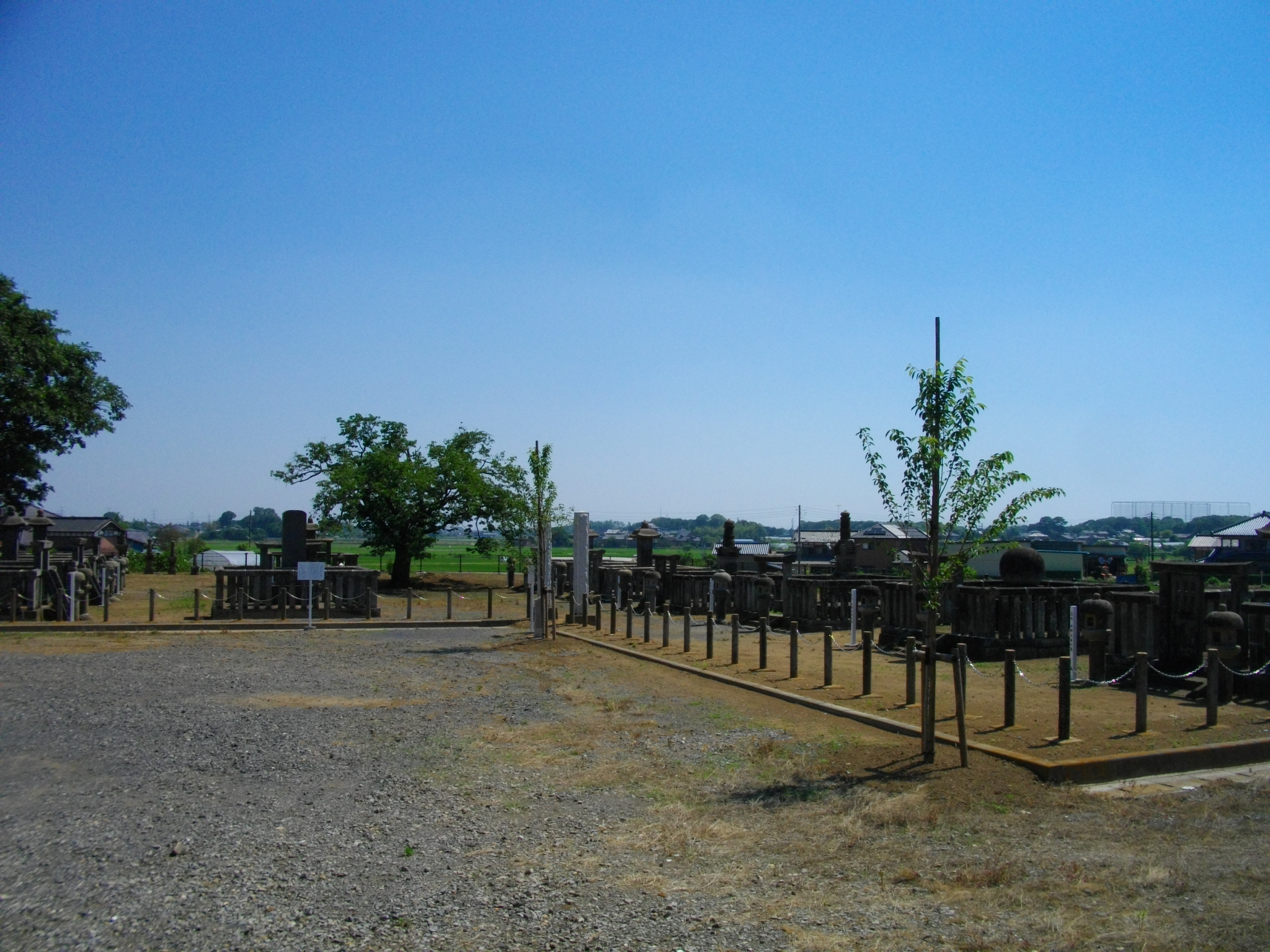
山川にある水野家墓所

なお、忠元末裔の水野家（水野監物家）は数度の転封を受けたが、はじめて大名に取り立てられた「藩祖」忠元の墓所がある山川の万松寺を代々の葬地とした。このため、天保の改革で知られる水野忠邦の墓が山川にある。万松寺は安政2年（1855年）に焼失し、再建されないまま明治4年（1871年）に廃寺となった。現在、万松寺の跡地には「山川水野家墓所」のみが残されており、忠邦まで歴代の墓がある。明治3年（1870年）には忠元を祭神として水野家が山形で営んでいた豊烈神社が山川に遷座しており、大正2年（1913年）に再度山形に遷座するまで山川に鎮座していた。

### 後史
山川城のあった新宿村は、水野氏の転出後の寛永12年（1635年）に太田資宗（下野山川藩主）の知行地となっている。寛永16年（1639年）1月、下総国矢作藩主であった三浦正次が1万石の加増を受け、2万5000石で下野国壬生藩に入封したが、この際「山川領」一帯（下総国結城郡・猿島郡）で6900石が三浦正次に与えられた。以後、このまとまった領地は、藩主家の交代を経ながらも壬生藩の山川領として幕末まで受け継がれることになる。壬生藩は新宿村の山川城跡に陣屋（山川陣屋）を置き、山川領の支配拠点とした。

## 歴代藩主

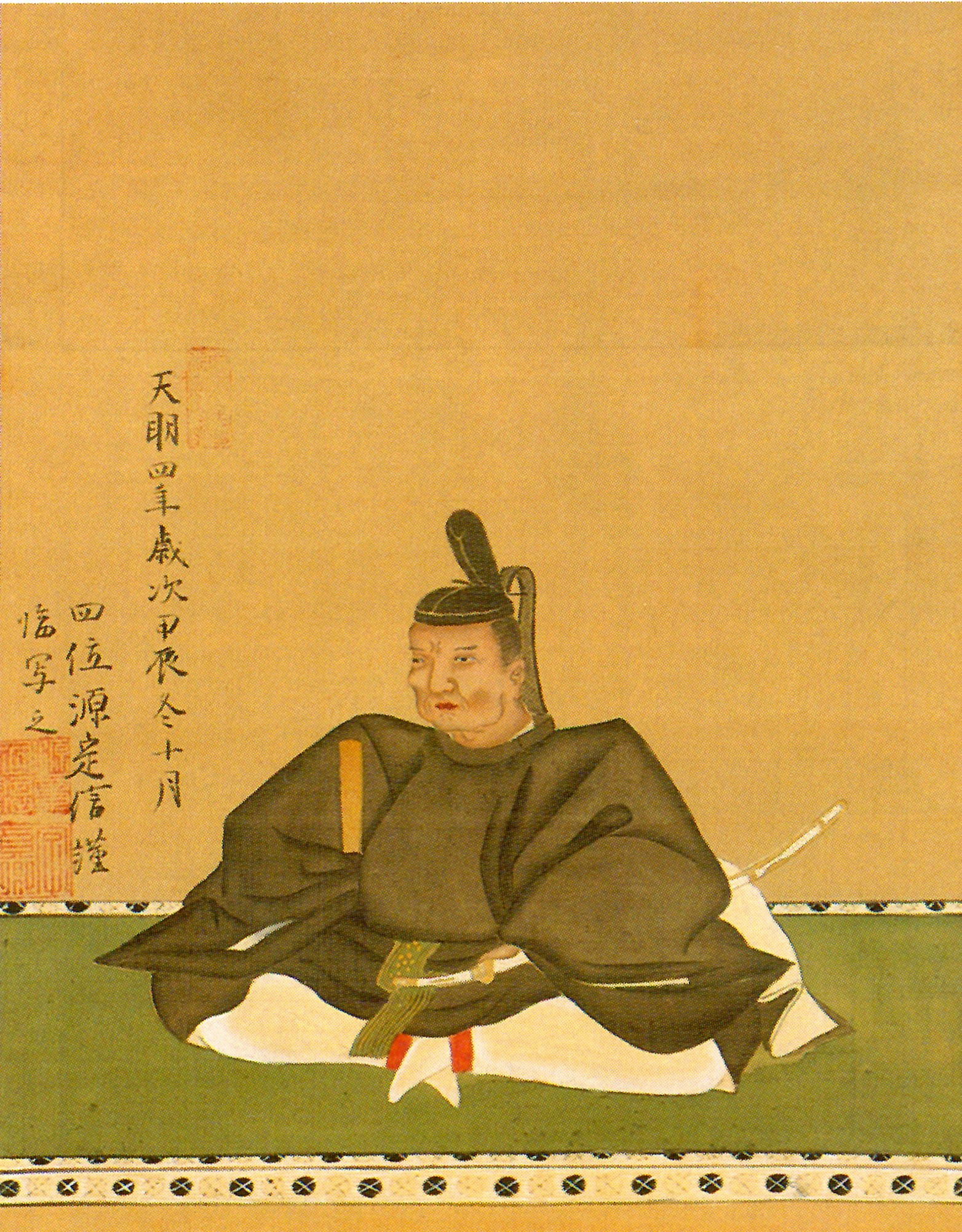
松平定綱の肖像（松平定信による模写）。定綱は最終的に伊勢桑名11万石の藩主となった。

### 松平（久松）家
1万5000石 譜代
1. 松平定綱（さだつな）

### 水野家
3万石→3万5000石 譜代
1. 水野忠元（ただもと）
2. 水野忠善（ただよし）